# فرغاتو
فرغاتو (بالإيطالية: Vergato)‏ هي بلدية في مقاطعة بولونيا في إقليم إميليا رومانيا الإيطالي.

## السكان
في سنة 1861 بلغ عدد السكان 5٬068 نسمة، وتطور العدد ليصل في سنة 2011 لـ 7٬642 نسمة.
يظهر هذا المخطط البياني تطور النمو السكاني لـ فرغاتو

## أعلام
- ألفونسو كالزولارى